# Zonosaurus quadrilineatus
Espèce
Statut de conservation UICN

 VU B1ab(iii) : Vulnérable
Synonymes
- Gerrhosaurus quadrilineatus Grandidier, 1867

Zonosaurus quadrilineatus est une espèce de sauriens de la famille des Gerrhosauridae.

## Répartition et habitat
Cette espèce est endémique du sud de Madagascar. Elle vit dans différents milieux secs comme les dunes de sable ou les forêts sèches.

## Description

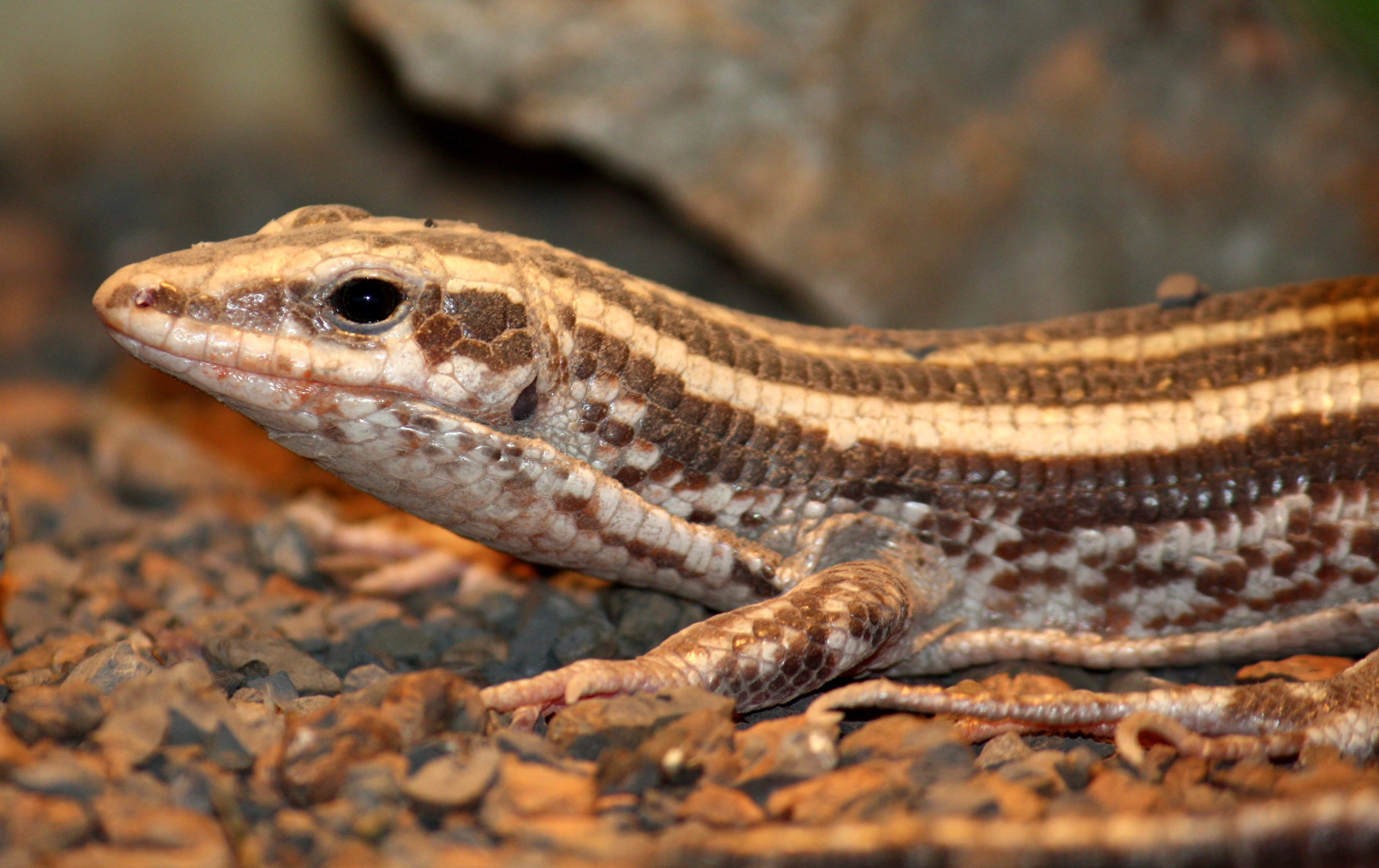
Zonosaurus quadrilineatus

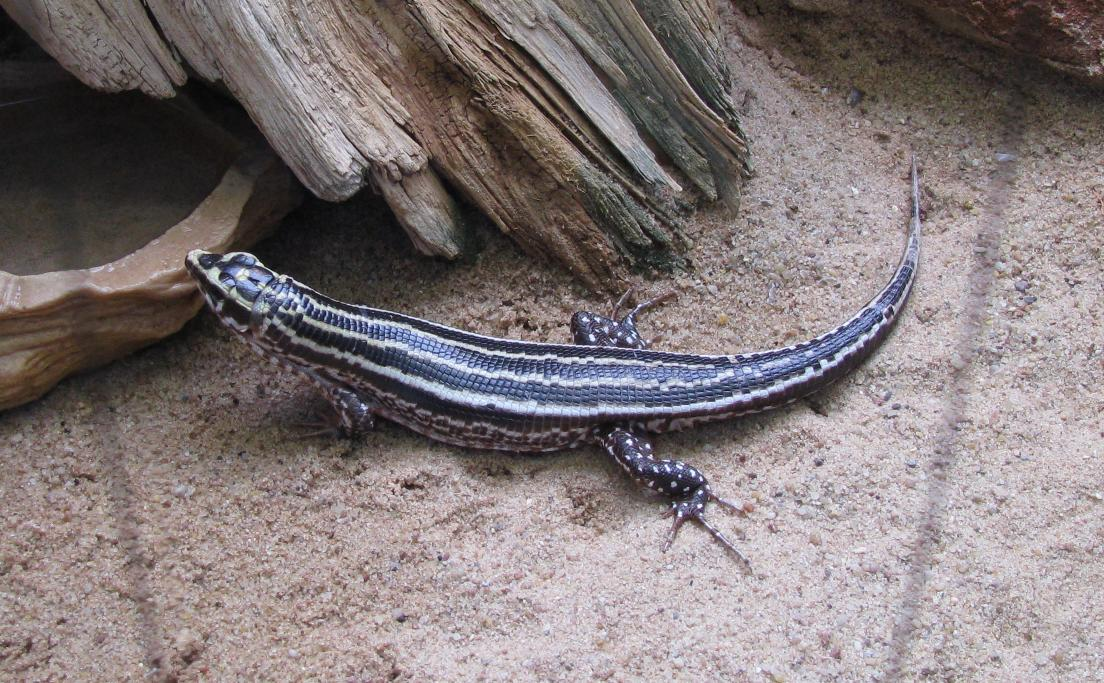
Zonosaurus quadrilineatus

Cette espèce est ovipare. Elle mesure jusqu'à 20 cm de longueur totale.

## Publication originale
- Grandidier, 1867 : Liste des reptiles nouveaux découverts, en 1866, sur la côte sud-ouest de Madagascar. Revue et Magazine de Zoologie (Paris), ser. 2, vol. 19, p. 232-234 (texte intégral).